# 초조본 대방광불화엄경 주본 권67, 77
초조본 대방광불화엄경 주본 권67, 77(初雕本 大方廣佛華嚴經 周本 卷六十七, 七十七)은 인천광역시 연수구 가천박물관에 있는 고려시대의 목판본 불경이다. 1994년 7월 29일 대한민국의 보물 제1205호로 지정되었다.

## 개요
대방광불화엄경은 줄여서 ‘화엄경’이라고 부르기도 하며, 부처와 중생이 둘이 아니라 하나라는 것을 기본사상으로 하고 있다. 화엄종의 근본경전으로 법화경과 함께 한국 불교사상 확립에 크게 영향을 끼친 경전이다. 
당나라의 실차난타가 번역한『화엄경』주본 80권을 고려 현종 때 목판에 새긴 초조대장경이다. 권67·77의 2권을 닥종이에 인쇄한 목판본으로 종이를 이어붙인 두루마리 형태이며, 2권 모두 표지와 첫째장·본문 등이 약간씩 없어졌다. 제목 아래 ‘신역(新譯)’이란 표시가 있어 이 책이 주본임을 알 수 있다. 책 내용은 선재동자(善財童子)가 53인의 고승을 찾아가는 구도의 과정을 설명한 것이다.
초조대장경은 거란의 침입을 막기위해 판각된 우리나라 최초의 대장경으로, 해인사대장경보다 글씨가 힘이 있고, 새김이 정교한데, 매 행(行)의 글자수가 14자로 해인사본의 17자와 분명하게 구분되는 특징을 지닌다.
간행기록이 없지만 종이질이나 인쇄상태 등으로 보아 11세기에 간행된 것으로 추정된다.

## 참고 자료
- 초조본 대방광불화엄경 주본 권67, 77 - 국가유산청 국가유산포털